# Volksunie
La Volksunie (VU, en français : Union populaire) était un parti politique belge fondé le 15 décembre 1954 comme successeur de la Christelijke Vlaamse Volksunie (en français : Union du peuple chrétien flamand), un cartel électoral de nationalistes flamands qui avait obtenu un député aux élections du 11 avril de la même année. 

## Histoire
Le parti connaît une rapide ascension, comptant 5 députés et 2 sénateurs en 1961, 12 députés en 1965, 21 députés et 19 sénateurs dix ans plus tard. Unissant des courants de pensée très divers autour du nationalisme flamand, il se range dans les années 1970 au concept de fédéralisme, laissant momentanément de côté le projet d'un État flamand indépendant et participant même à plusieurs gouvernements : le Gouvernement Tindemans IV en 1977, le Gouvernement Vanden Boeynants II en 1978 et le Gouvernement Martens VIII de 1988 à 1991.
Le parti rassemble 18,8 % des suffrages flamands en 1971, ce qui constitue son meilleur résultat. La Volksunie prend part au gouvernement en 1977, ce qui sera un échec et lui fera perdre la moitié de ses élus aux élections de 1978.
Une scission de l'extrême droite du parti aboutit en 1977 à la création du Vlaamse Volkspartij de Lode Claes, qui s'unit l'année suivante au Vlaams Nationale Partij de Karel Dillen (qui avait quitté la VU dès 1971 pour protester contre le virage à gauche du parti) pour former le Vlaams Blok (« bloc flamand »), devenu en 2004 Vlaams Belang (« intérêt flamand »). 
Dans le Gouvernement Martens VIII (1988 à 1991), la Volksunie participe aux révisions de la constitution qui vont mener le pays vers le fédéralisme. En 1992, son président Jaak Gabriëls rejoint, avec plusieurs autres dirigeants, les libéraux flamands. 
Les divergences profondes quant à la stratégie à suivre dans le cadre de la recomposition du paysage politique flamand dans les années 2000 finissent par faire imploser le parti en 2001, certains parlementaires rejoignant d'autres partis, de droite (VLD, CD&V), ou de gauche (Agalev), d'autres se regroupant au sein de deux nouveaux partis, la Nieuw-Vlaamse Alliantie (regroupant la majorité des membres, et héritier des infrastructures du parti) et Spirit, ce dernier étant issu de l'aile gauche. Aux élections régionales et européennes de 2004, la N-VA se présente en cartel électoral avec les chrétiens-démocrates du CD&V tandis que Spirit en forme un avec les socialistes du SP.A.

## Liste des présidents
| Président | Président                      | Période   |
| --------- | ------------------------------ | --------- |
| 1         | Walter Couvreur (1914-1996)    | 1954-1955 |
| 2         | Frans Van der Elst (1920-1997) | 1955-1975 |
| 3         | Hugo Schiltz (1927-2006)       | 1975-1979 |
| 4         | Vic Anciaux (1931-2023)        | 1979-1986 |
| 5         | Jaak Gabriëls (1943-2024)      | 1986-1992 |
| 6         | Bert Anciaux (1959-)           | 1992-1998 |
| 7         | Patrik Vankrunkelsven (1957-)  | 1998-2000 |
| 8         | Geert Bourgeois (1951-)        | 2000-2001 |
| 9         | Alfons Borginon (1966-)        | 2001      |

## Résultats électoraux

### Parlement fédéral

#### Chambre des représentants
| Année | Voix    | %     | Sièges   | Gouvernement                                              |
| ----- | ------- | ----- | -------- | --------------------------------------------------------- |
| 1958  | 104 823 | 1,98  | 1 / 212  | Opposition                                                |
| 1961  | 182 407 | 3,46  | 5 / 212  | Opposition                                                |
| 1965  | 346 860 | 6,69  | 12 / 212 | Opposition                                                |
| 1968  | 506 697 | 9,12  | 20 / 212 | Opposition                                                |
| 1971  | 586 917 | 11,11 | 21 / 212 | Opposition                                                |
| 1974  | 536 287 | 10,20 | 22 / 212 | Opposition                                                |
| 1977  | 559 567 | 10,04 | 20 / 212 | Tindemans IV (1977-1978), Vanden Boeynants II (1978-1979) |
| 1978  | 388 762 | 7,02  | 14 / 212 | Opposition                                                |
| 1981  | 588 436 | 9,77  | 20 / 212 | Opposition                                                |
| 1985  | 477 755 | 7,88  | 16 / 212 | Opposition                                                |
| 1987  | 495 120 | 8,06  | 16 / 212 | Martens VIII                                              |
| 1991  | 363 124 | 5,89  | 10 / 212 | Opposition                                                |
| 1995  | 283 516 | 4,67  | 5 / 150  | Opposition                                                |
| 1999  | 345 576 | 5,56  | 8 / 150  | Opposition                                                |

#### Sénat
À partir de 1995, le Sénat compte 71 sénateurs dont 40 élus directs, 21 désignés par les parlements de communauté et 10 cooptés par les partis politiques.
| Année | Voix    | %   | Sièges |
| ----- | ------- | --- | ------ |
| 1995  | 318 453 | 5,3 | 2 / 40 |
| 1999  | 317 830 | 5,1 | 2 / 40 |

### Parlement européen
Résultats dans le collège néerlandophone.
| Année | %    | Sièges | Rang | Groupe    |
| ----- | ---- | ------ | ---- | --------- |
| 1979  | 9,7  | 1 / 13 | 4e   | CDI       |
| 1984  | 13,9 | 2 / 13 | 4e   | ARC       |
| 1989  | 8,7  | 1 / 13 | 5e   | ARC       |
| 1994  | 7,1  | 1 / 14 | 6e   | ARE       |
| 1999  | 12,2 | 2 / 14 | 5e   | Verts/ALE |

### Entités fédérées

#### Parlement de la Région de Bruxelles-Capitale
Résultats présentés à l'échelle du collège néerlandophone (le Parlement compte en tout 75 membres).
| Année | Voix  | %    | Sièges | Gouvernement |
| ----- | ----- | ---- | ------ | ------------ |
| 1989  | 9 053 | 2,07 | 1 / 75 | Opposition   |
| 1995  | 5 726 | 1,39 | 1 / 75 | Opposition   |
| 1999  | 5 726 | 1,34 | 1 / 75 | Opposition   |

#### Parlement flamand
| Année | Voix    | %   | Sièges   | Gouvernement |
| ----- | ------- | --- | -------- | ------------ |
| 1995  | 338 173 | 9,0 | 9 / 124  | Opposition   |
| 1999  | 359 226 | 9,3 | 11 / 124 | Opposition   |